# Litworowy Zwornik

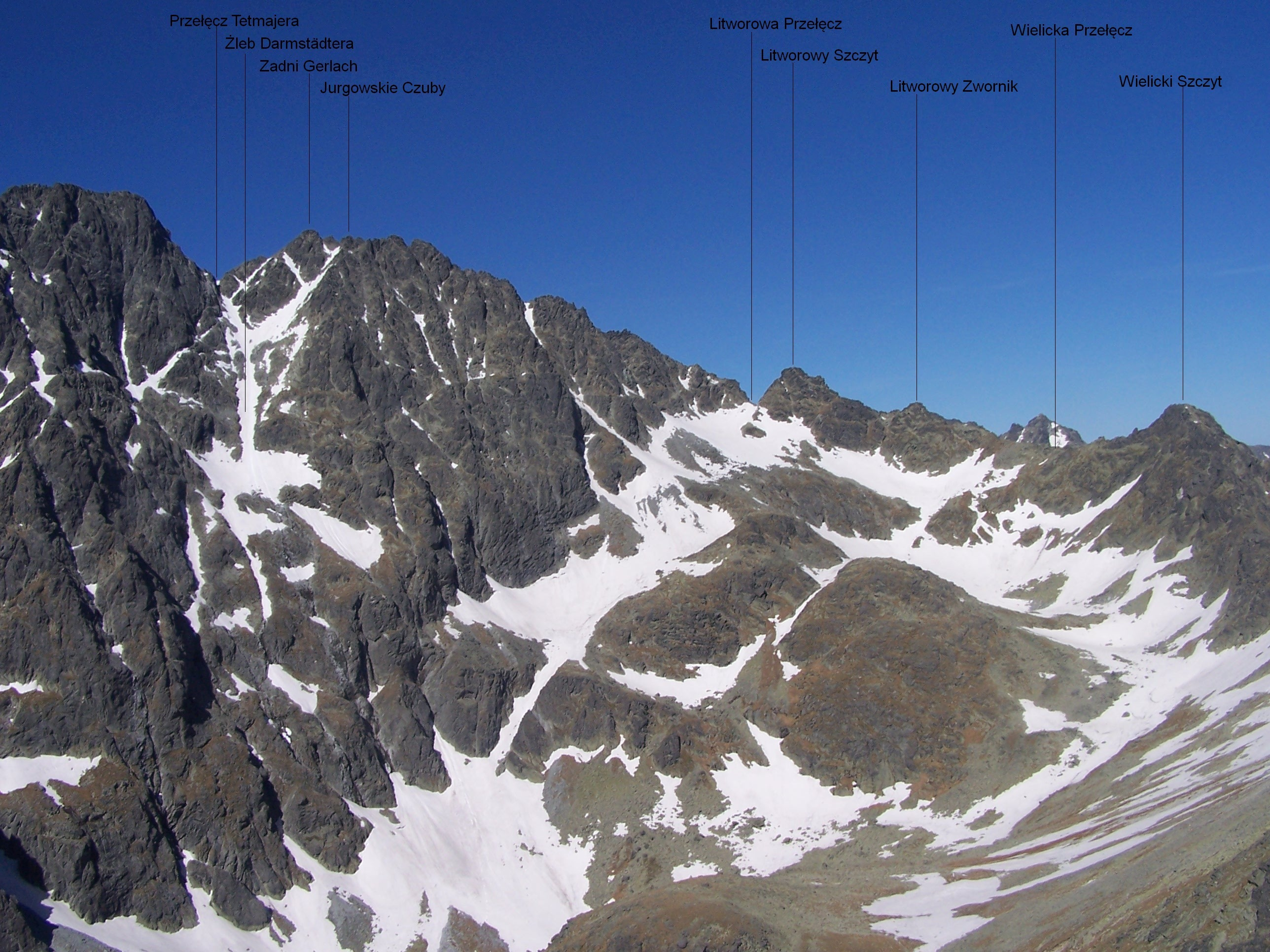
Widok z podejścia na Staroleśny Szczyt

Litworowy Zwornik (2360 m) – turnia w grani głównej Tatr Wysokich w ich słowackiej części. Znajduje się pomiędzy Litworowym Szczytem (2423 m) a Wielicką Przełęczą (2295 m). Jest zwornikiem. Stoki południowe opadają do Wielickiego Kotła, w północnym kierunku natomiast od Litworowego Zwornika odchodzi boczna grań Litworowych Mnichów oddzielająca górne części Doliny Kaczej i Doliny Litworowej.
Przez Litworowy Zwornik prowadzi tzw. droga Martina z Polskiego Grzebienia na Gerlach.